# Araçaí
Araçaí este un oraș din unitatea federativă Minas Gerais, Brazilia.